# Crazy for You (Madonna-dal)
A Crazy for You című dal az amerikai énekes-dalszerző Madonna 1985. március 2-án megjelent kislemeze, melyet a Geffen Records jelentetett meg.  A dal a Vision Quest című film egyik betétdala. A filmrendezők, Jon Peters és Peter Guber, valamint Phil Ramone zenei rendező Madonna korábbi felvételeit meghallgatva döntöttek arról, hogy Madonnát választják a dal felvételére. John Bettis és John Lind írták a dalt, és a film forgatókönyvének elolvasása után dalt írtak arról, hogy a főszereplők találkoznak egy éjszakai klubban. A kezdeti felvételekkel nem voltak megelégedve, és úgy döntöttek, hogy nem fog szerepelni a filmben. Ugyanakkor később egy új változatot is rögzítettek saját ízlésük szerint.
A dal producere John "Jellybean" Benitez volt, akinek kihívás volt a dal, mivel korábban csak dance-pop dalok felvételével foglalkozott. A Warner Bros. kezdetben nem akarta, hogy a dal megjelenjen kislemezen, mivel úgy gondolták, hogy elvonja a figyelmet Madonna második stúdióalbumáról. Végül Peters és Guber meggyőzték a kiadót, hogy adják ki a dalt kislemezen. A "Crazy for You" új zenei irányzatot adott Madonnának, mivel korában még nem adott ki balladát. A dalban dobok, basszusgitár, hárfa és elektromos gitár szerepel. A dal két szerelmes közötti szexuális vágyról szól.
A dal pozitív kritikákat kapott a zenekritikusoktól, és Madonna első Grammy-díját eredményezte a Legjobb női popénekes kategóriában. A dal az amerikai Billboard Hot 100-as listán a 2. helyezést érte el. Ausztráliában és Kanadában 1. helyezett lett. Írországban, Új-Zélandon, és az Egyesült Királyságban is 2. helyezést ért el a dal, ahol eredetileg 1985-ben, majd 1991-ben is megjelentették. A dalt Madonna a The Virgin Tour turnén is előadta 1985-ben, valamint a Re-Invention World Tour-on 2004-ben, és a 2015–2016-os Rebel Heart Tour néhány fellépésén. A The Virgin Tour előadását VHS és Laserdisc formában is kiadták. A dalt számos művész előadta.

## Előzmények

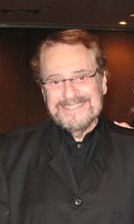
Phil Ramone javasolta Madonnának a "Crazy for You" felvételét.

A "Crazy for You" című dalt John Bettis és Jon Lind írták. A ballada az első kimásolt kislemez volt a Vision Quest című filmzene albumról. A film egy életrajzi dráma, mely egy középiskola birkózóról, Matthew Modine-ról szól. A filmproducer Jon Peters és Peter Guber, valamint a zenei rendező Phil Ramone tudtak az akkor ismeretlen Madonnáról, akit Ramone meghívott a házába a Carolwood Records kiadóhoz, ahol néhány zenei videót megmutatott neki. Ramone-t és a Warner embereit lenyűgözte Madonna stílusa, és úgy döntöttek, hogy kipróbálják a hangját egy New York-i stúdióban. Peters kinevezte Joel Sill-t zenei ügyvezetőnek, aki a film betétdaláért volt felelős. Sill elküldte a forgatókönyvet Bettisnek és Lindnek. A forgatókönyv elolvasása után Bettis dalt írt a filmben lévő cselekményről, miszerint egy fiú és egy lány együtt táncolnak egy éjszakai klubban. Bettis így nyilatkozott: 

Nyaraltam a sivatagban és Sill felhívott, és azt mondta, hogy Phil Ramone szerelmes a dalba, és azt akarta, hogy Madonna énekelje el a dalt. [Nevettem] A "Borderline" akkoriban már kereskedelmi siker volt, és azt mondtam: "Tessék, Ez Madonna? Tényleg? El tudna énekelni egy ilyen dalt? Jon és én meglepődtünk az énekes választásáról, de Sill azt mondta, gyere hallgasd meg, ha tudni akarod az igazságot. 

## Felvételek
Miután Sill elmondta Bettis-nek, hogy Madonna énekelte a dalt, eltelt egy kis idő, mielőtt hallottak volna a Warner Bros. kiadóról. A felvételi szekció közben azonban nem voltak lenyűgözve a felvételek folyamatáról, melyet Bettis így kommentált: "Elmentünk az egyik felvételi ülésre, de őszintén szólva nem mentek annyira jól a felvételi folyamatok. [...] Jon és én depressziósak lettünk a dal megjelenése miatt. Nem tudtunk semmit, és idegesek voltunk, és úgy volt, hogy a dal nem fog megjelenni." Bettis Angliába ment, hogy egy 1989-es fantasy filmen, a Lengend-ben dolgozzon együtt Jerry Goldsmith zenei producerrel. Lind ott hívta telefonon, aki tájékoztatta Bettist, hogy felvették a "Crazy for You" új változatát, és készen állnak a kiadásra. Bettis meglepődött, és elment Lind-hez, ahol tetszett neki a dal új rögzített változata. A demo változattól lényegesen eltért. Az új változatot Rob Mounsey zeneszerző készítette, aki átrendezte az eredeti dalt, és háttérvokált tett hozzá. Bettis azt mondta: "Nagyon hálásak vagyunk Mounsey-nek, hogy slágert készített a dalból." Mounsey-t Benitez hozta a projektbe, aki a dal producere volt. Benitez készített már Madonnának remixeket, azonban ez volt az első alkalom, hogy balladát készített. Fred Bronson a The Billboard Book of Number 1 Hits című könyvben Benitez kommentálta a felvételt:

"A dalt élőben vették fel. Ez volt az első alkalom hogy producerként részt vettem ilyen felvételen. A szintetizátorok és dobgépek mindent megtettek..[...] Feszült voltam, mert még sosem készítettem ilyen felvételt. [...] Minden amit akkor csináltam, ösztönszerűen jött. Megpróbáltam a dalt önállóan megcélozni, de ugyanakkor a film jeleneteihez is igazodni kellett."

Benitez megjegyezte, hogy a "Crazy for You" egy fontos felvétel volt Madonna számára, mivel a dalt játszották az Adult Contemporary rádiók. Ezen kívül pedig már szerepelt a "Like a Virgin" és "Material Girl" című dalokkal a rádióban. Madonna meg akarta mutatni, hogy más zenei műfajban is megállja a helyét. A Warner azonban kezdetben nem akarta, hogy a dal megjelenjen kislemezen, mivel a Vision Quest filmzene album egybeesett Madonna második stúdióalbumának, a Like a Virgin-nek a megjelenésével, és a "Crazy for You" megjelenése elvonta volna a figyelmet az albumról. Robert A. Daly a Warner Bros.-tól behívta Peterset, és Guber-t, hogy húzzák ki a Madonna dalt a Vision Quest filmzene albumból. Peters tiltakozott, és kiabált, emiatt Daly megijedt, és végül a Warner kiadta a "Crazy for You" című dalt kislemezen.

## Összetétel
A "Crazy for You" új zenei irányzat volt Madonna számára, mivel korábban még nem énekelt balladát. Rikky Rooksby szerint a dal kifinomult a korábbi kislemezeihez képest. A bevezetés egy dalszöveget tartalmaz, melyet fafúvós hangszer, elektromos gitár követ. Egyik motívumról a másikra csúsztatva. A dalban hallatszik még hárfa, szintetizátor, és gitár hangok is. A dal fordulásával Madonna hangja egyre magasabb hangra emelkedik.
A Musicnotes.com által közzétett kotta szerint a dal közepes tempójú 104 BPM / perc ritmusú percenként. Madonna hangja E-dúrban kezdődik, majd a magas hangok  C ♯ 5-ben kezdődnek, és G ♯ 3-ban végződnek. A dal akkordjainak előrehaladtával E – A – B – A alapszinten mozog. A korábbi dalokkal ellentétben az akkordok nem ismétlődnek, hanem a kórus lassan halad a csúcspont felé. A dal a szélsőséges szerelemről. szól. Olyan célozgatásokat tartalmaz, mint a The Crysalis "Then He Kissed Me" című dala.  Dave Marsh szerint a dalszövegek az őszinte szexuális vágyról szólnak két tinédzser között. Szerinte a dalban lévő  "I'm crazy for You Touch me once and you'll know it's true" dalszöveg sor nem egyértelmű, mely segített Madonnának törekedni az egyértelműségre.

## Kritikák
Keith Caulfield a Billboard magazintól azt mondta, hogy a "Crazy for You" egy lassú táncdal. Rikky Rooksby a dalt kifinomultnak nevezte. Alex Henderson AllMusic szerint úgy érezte, hogy egy másik Madonna dalnak, a "Gambler"-nek kellett volna sikeresebbnek lennie a Vision Quest című filmzene albumról.  J. Randy Taraborrelli a dalt "pimasznak" nevezte, és megjegyezte, hogy a dal bizonyítja, hogy Madonna képes egy komoly balladát is előadni. Andrew Morton szerző szerint a dal komoly, és a tehetséges Madonnát adta hozzá, amely hiányzott már Madonna felvételeiből. Allen Metz és Carol Benson a The Madonna Companion: Two Decades of Commentary szerzői szerint a dal úgy hangzott, mintha a 16 éves Connie Francis remake-je lett volna, azaz csöpögős, régimódi romantikus dal. Különösen a "It's so brand new; I'm really crazy for you." dalszöveg részletben. Edna Gundersen (USA Today) szerint a dal megható, és gyönyörűen rendezett.
Dave Marsh a The Heart of Rock & Soul: Az 1001 Greatest Singles Ever Made szerzője úgy érezte, hogy a dalt Madonna felnőtt szerelmi dallá alakítja előadásával. William McKeen a Rock and Roll is Here to Stay: An Anthology írója szerint a dal agresszív szexualitást mutat a nők számára. Maria Raha a Cinderella's Big Score: Women of the Punk and Indie Underground szerzője szerint a dallal Madonna egy "csomagtartót" tett tele ízléses dalszövegekkel, a popzene, és a szeretet régóta fennálló hagyományával.
A "Crazy for You"-t jelölték az 1986-os Grammy-díj átadón a Legjobb női popénekes kategóriában, de végül nem nyert, és Whitney Houston "Saving All My Love for You" című dala lett a befutó. A dal a VH1 100 legnagyobb szerelemi dalainak listáján a 38. helyezést érte el. 2003-ban a Q magazin felkérte a Madonna rajongóit, hogy szavazzanak minden idők legjobb 20 Madonna kislemezére. A da a 14. helyet érte el.

## Sikerek
Az Egyesült Államokban a "Crazy for You" lett Madonna második 1. számú befutó dala a Billboard Hot 100-as listán. A dal az 55. helyen debütált 1985. március 2-án. Hat hét után a dal elérte a csúcsot, és átvette az USA for Africa "We are the World" című dalának helyét. A "Crazy for You"  volt a második első helyezése a dalszerző Bettis-nek, az 1973-as The Carpenters "Top of the World" című dala után. Bettisnek kétségei voltak abban, hogy a dal eléri-e a csúcsot a slágerlistán, miután három hétig a 2. helyezés volt a "We are the World" mögött. Ő és Lind azt mondták, hogy ha el kell veszítened valamit, az valószínűleg a "We are the World" lehet. A dal arany minősítést kapott az Amerikai Hanglemezgyártók Szövetsége által 1985. július 16-án, az 1.000.000 eladott példányszám alapján még 1989 előtt.  A dal a 2. helyezett volt az Adult Contemporary listsán a DeBarge "Rhythm of the Night" mögött. A dal a 9. lett az 1985-ös év végi összesített slágerlistán, és Madonna lett az év pop-művésze. Kanadában a dal a 70. helyen debütált 1985. március 16-án az RPM kislemezlistán. A slágerlistás helyezés 11. hetében a dal top helyezett lett. Összesen 25 hétig volt slágerlistás helyezés. Az RPM összesített év végi listáján pedig a 7. helyre került a dal. A dalhoz készült videóklipben Madonna egy éjszakai klubban énekli a dalt. A video a 2009-es Celebration: The Video Collection című kiadványon is helyet kapott.
A "Crazy for You" az 1. helyezést érte el Ausztráliában, valamint egy másik Madonna kiadvány az Angel / Into the Groove is a Kent Music Report slágerlista csúcsán volt, így Madonna az ausztrál slágerlisták történelmében az egyedüli akinek két dala is egymást kerülgette az első helyért. Miután a dal 1985. június 8-án megjelent az Egyesült Királyságban, a 25. helyen debütált a kislemezlistán, majd a 2. helyre került. A dalt 1991 februárjában ismét kiadták, és akkor is a 2. helyre került. A dalt a brit Hanglemezgyártók Szövetsége (BPI) arannyal díjazta az 500.000 eladott példányszám alapján. Madonna olyan népszerű volt, hogy amikor a Vision Quest megjelent egy home video-ban, Crazy for You-nak nevezték át, hogy sikeresebb legyen. A hivatalos adatok szerint a kislemezből 781.000 példányszámot adtak el 2016 augusztusáig.  A dal szintén 2. helyezett lett Írországban, és Új-Zélandon. A dal Top 20-as volt Belgiumban, Európában, Japánban, Hollandiában, Spanyolországban, Svédországban, és Svájcban. Top 40-es lett Ausztriában, Franciaországban, és Németországban.

## Élő előadások
Madonna először a dalt 1985-ben mutatta be a The Virgin Tour turné keretein belül. Az előadás közben hosszú fekete felsőt, és fekete szoknyát viselt, a haja össze volt fogva. Paul Grein a Billboard-tól megjegyezte, hogy a "Crazy for You" -ben az volt legjobb, hogy mélyebb és rejtélyesebb hangzást eredményezett, mely tükrözte a dal mélyebb dalszövegét. Az előadás szerepelt a Madonna Live: The Virgin Tour című VHS-en, melyet Michiganben, Detroitban rögzítettek.

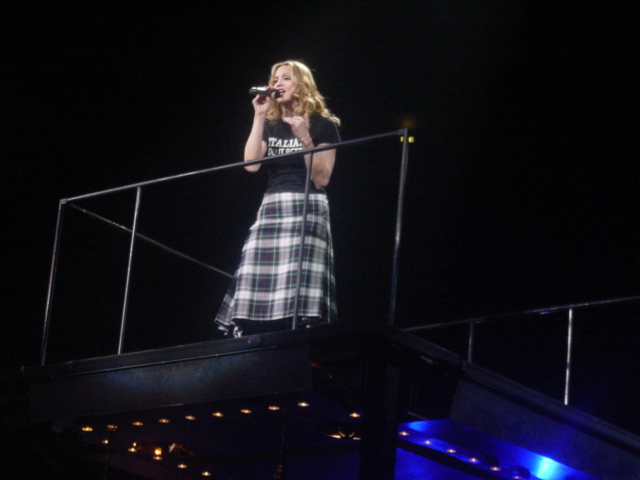
Madonna a "Crazy for You" előadása közben New Yorkban (2006).

A Re-Invention világturnén 2004-ben Madonna előadta a dalt a műsor utolsó részében skót ruhában. Skót pólót, és skót szoknyát viselt, különböző feliratokkal, mely általában a "Kabbalists Do It Better"  felirattal volt ellátva, de volt "Brits Do It Better" és "Irish Do It Better" felirat is. Általában a "Papa Don't Preach" című dal után következett a "Crazy for You". Az előadás nem szerepel a 2006-os I'm Going to Tell You a Secret című dokumentumfilmben.
2016. február 25-én Madonna előadta a "Crazy for You"-t a Rebel Heart Tour-on Manila javája, az 1986. évi EDSA forradalom 30. évfordulója alkalmából való tisztelet javára. Az előadás előtt azt mondta: "Azt gondolom, hogy 30 évvel ezelőtt harcoltál a szabadságodért, melyben igazad volt. Ezt nevezik People Power Freedom-nak. Fel a demokráciával és a szabadsággal! Ez a szerelem forradalma, és ez az, amiért a lázadó szív harcol. Ezért ebben az esetben nagyon különleges alkalom ez, előadni a dalt.
2023-ban Madonna felvette a dalt The Celebration Tour című turnéjának sorozatába.

## Feldolgozások
A Fülöp-szigeteki akusztikus együttes a MYMP dolgozta fel a dalt 2006-os New Horizon című albumára. 2007-ben a Groove Armada vette fel a dalt az Alan Donohoe nevű rock-csapattal, mely a Radio 1 Established 1967 című válogatáson szerepel. A New Found Glory vette fel a dal punk változatát Max Bemis-szel 2007-ben a Madonna tribute albumra a Through the Wilderness címűre. Melissa Tottem a dal Hi-NRG változatát készítette el 2008-as Forever Madonna című albumára. A dalnak egy instrumentális változatát játszották a Full House 13. epizódjában. Az eredeti Madonna felvétel szintén szerepelt a Jennifer Garner főszereplésével játszott 13 Going on 30 című filmben.  Kelly Clarkson feldolgozta a dalt, melyet a 2012-es Stronger turnén adott elő a Louisiana-i Bossier városában. A "Crazy for You" szerepelt a The Do-Over című filmben, amelyben Adam Sandler és David Spade énekelte a dalt.

## Számlista
| - US 7" single 1. "Crazy for You" – 4:04 2. "No More Words" (Berlin) – 3:54 - US 7" promo single 1. "Crazy for You" – 4:04 2. "Gambler" – 3:54 - Dutch 12" single 1. "Crazy for You" – 4:04 2. "I'll Fall in Love Again" (Sammy Hagar) – 4:11 3. "Only the Young" (Journey) – 4:01 | - UK 7" single (1985) 1. "Crazy for You" – 4:00 2. "I'll Fall in Love Again" (Sammy Hagar) – 4:11 - UK 7" single/cassette single (1991) 1. "Crazy for You" (Remix) – 3:45 2. "Keep It Together" (Shep Pettibone Single Remix) – 4:30 - UK 12" single/CD maxi-single (1991) 1. "Crazy for You" (Remix) – 3:45 2. "Keep It Together" (Shep Pettibone Remix) – 7:45 3. "Into the Groove" (Shep Pettibone Remix) – 8:06 |

## Közreműködő személyzet
- Madonna  – ének, háttér ének
- John Bettis  – dalszöveg
- Jon Lind  – dalszöveg
- John "Jellybean" Benitez  – producer
- Rob Mounsey  – zenei rendező
- Greg Fulginiti  – mastering

## Slágerlista
| Slágerlista (1985)                    | Legjobb helyezések |
| ------------------------------------- | ------------------ |
| Australia (Kent Music Report)         | 1                  |
| Ausztria (Ö3 Austria Top 40)          | 23                 |
| Belgium (Ultratop 50 Flanders)        | 13                 |
| Kanada Top Singles (RPM)              | 1                  |
| Canada Adult Contemporary (RPM)       | 2                  |
| Eurochart Hot 100 (Billboard)         | 6                  |
| Franciaország (Single Top 100)        | 47                 |
| Németország (Media Control Charts)    | 26                 |
| Iceland (RÚV)                         | 10                 |
| Olaszország (IRMA)                    | 2                  |
| Japan International (Oricon)          | 4                  |
| Hollandia (Top 40)                    | 9                  |
| Hollandia (Single Top 100)            | 11                 |
| Új-Zéland (Recorded Music NZ)         | 2                  |
| South Africa (Springbok Radio)        | 7                  |
| Spain (PROMUSICAE)                    | 17                 |
| Svédország (Sverigetopplistan)        | 13                 |
| Svájc (Schweizer Hitparade)           | 16                 |
| Egyesült Királyság (UK Singles Chart) | 2                  |
| US Billboard Hot 100                  | 1                  |
| US Adult Contemporary (Billboard)     | 2                  |
| US Hot R&B/Hip-Hop Songs (Billboard)  | 80                 |
| Zimbabwe (ZIMA)                       | 11                 |

| Slágerlista (1985)                   | Helyezések |
| ------------------------------------ | ---------- |
| Australia (Kent Music Report)        | 3          |
| Canadian Top Singles (RPM)           | 7          |
| Netherlands (Single Top 100)         | 58         |
| New Zealand (Recorded Music NZ)      | 3          |
| UK Singles (Official Charts Company) | 16         |
| US Billboard Hot 100                 | 9          |

| Slágerlista (1958–2018) | Helyezés |
| ----------------------- | -------- |
| US Billboard Hot 100    | 282      |

## Minősítések
| Ország                   | Minősítés | Eladás  |
| ------------------------ | --------- | ------- |
| Egyesült Királyság (BPI) | ezüst     | 766.000 |
| Japán (Oricon)           |           | 46.300  |
| Digitális                |           |         |
| Egyesült Államok (RIAA)  |           | 211.000 |